# 大花白木香
大花白木香（学名：Rosa × fortuneana）为蔷薇科蔷薇属下的一个杂交种。